# Célébration d'un héritage
Albums de Dan Ar Braz
Celebration
(2012) Cornouailles Soundtrack
(2015)
Célébration d'un héritage est le premier album live de Dan Ar Braz, sorti le 24 mai 2014. 
Il correspond à l'enregistrement de la soirée anniversaire célébrant les 90 ans du Festival de Cornouaille et les 20 ans de la création de l'Héritage des Celtes. À l'occasion de ce double anniversaire, le public découvre les nouvelles compositions de Dan Ar Braz issues de l'album Celebration ainsi que des titres qui ont marqué l'aventure de l'Héritage des Celtes, avec pour cela de nombreux invités.

## Présentation
« En juillet 1993, voilà déjà 20 ans, place de la Résistance au festival de Cornouailles, prenait place un concert qui allait rester dans les mémoires. Il ne se voulait pas "événement" mais il l'est devenu malgré lui, par le "vouloir" d'un public sous le charme d'un mélange des genres au cœur de la musique en Bretagne. 20 ans plus tard donc, il fallait marquer le temps et célébrer cette date anniversaire. Ce CD en est le témoignage. »

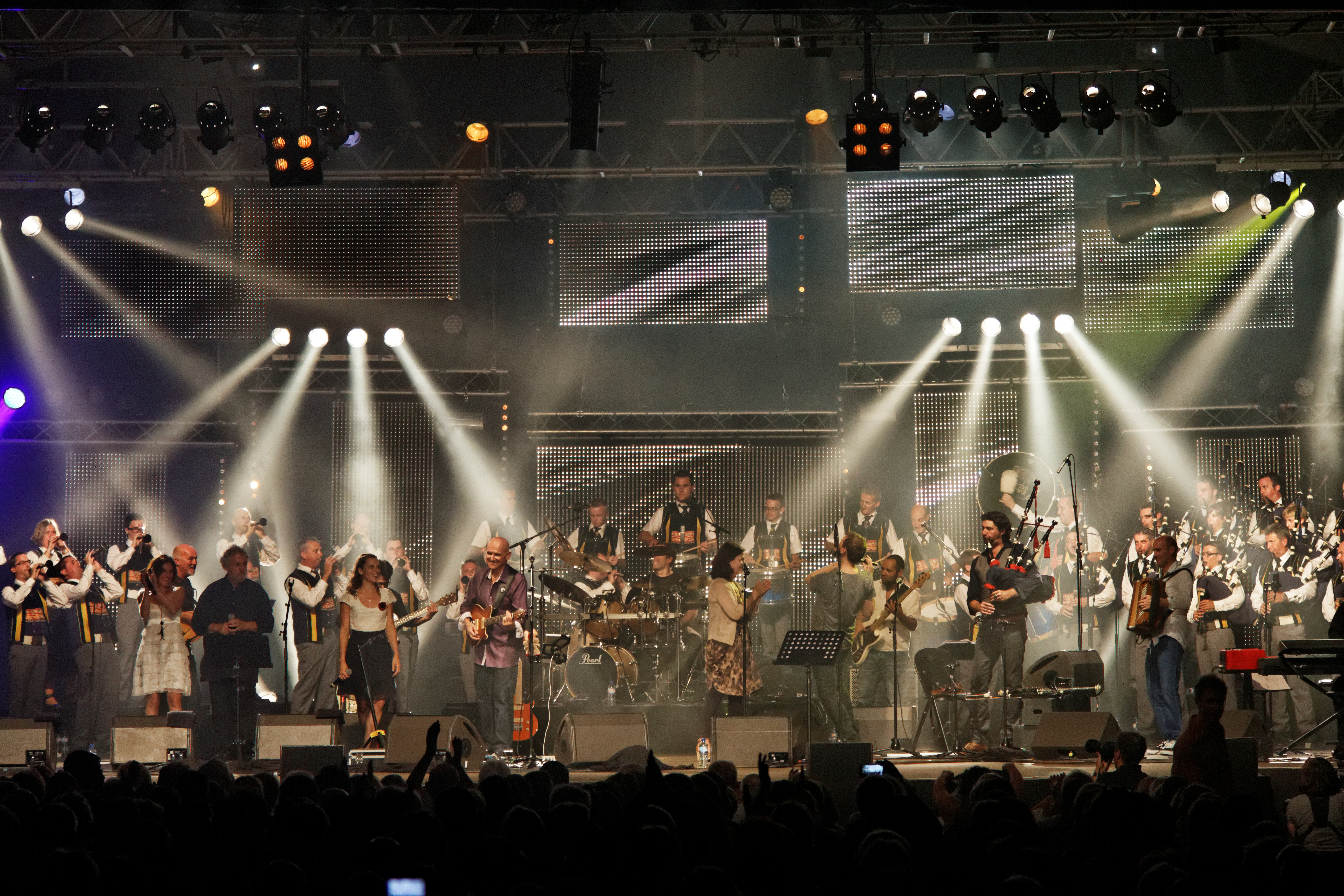
Beaucoup de musiciens sont sur scène, notamment ceux du Bagad Kemper

L'album sort le 24 mai 2014 chez Coop Breizh.
Le concert événement a lieu le 27 juillet 2013, à l'espace Gradlon du Festival de Cornouaille, devant les 2 300 spectateurs d'un chapiteau plein à craquer. Au fil de la soirée, apparaissent d'illustres anciens compagnons du musicien-compositeur : le Bagad Kemper, libérant sa puissance sur Belong, Gilles Servat reprenant Le Pays, l'Écossaise Karen Matheson chantant The Language of the Gaels, avant d'interpréter l'emblématique Diwanit Bugale avec Clarisse Lavanant. 

## Fiche technique

### Liste des titres
| No  | Titre                | Durée |
| --- | -------------------- | ----- |
| 1.  | Borders of Salt      | 3:19  |
| 2.  | Rock Around the Loch | 3:14  |
| 3.  | Good Night God       | 4:22  |
| 4.  | Duchesse             | 2:48  |
| 5.  | Broken Prayer        | 2:56  |
| 6.  | Language of the gael | 4:08  |
| 7.  | Diwanit Bugale       | 3:16  |
| 8.  | Belong               | 3:42  |
| 9.  | Celebration          | 5:17  |
| 10. | J'avais cinq enfants | 6:11  |
| 11. | Bro Yaouank          | 4:00  |
| 12. | Le Pays              | 5:15  |
| 13. | Land                 | 4:17  |
| 14. | Evit ar Braz         | 6:33  |
| 15. | Amazing Grace        | 4:40  |

### Crédits

#### Musiciens
- Dan Ar Braz : guitare électrique
- Clarisse Lavanant : chant
- Morwenn Le Normand : chant
- Ronan Le Bars : uilleann pipes, cornemuse écossaise
- Patrick Péron : claviers
- Patrick Boileau : batterie, percussions
- David Er Porh : guitares
- Stephane Rama : basse

Invités
- Gilles Servat : chant
- Dave Pegg : basse, mandoline
- Sylvain Barou : flûtes
- Karen Matheson : chant
- Donald Shaw : accordéon

- Le Bagad Kemper : cornemuses, bombardes, percussions (direction Steven Bodenes)

#### Équipe technique
- Ingénieur du son : José Nédélec
- Mixage : Patrick Péron
- Régisseur : Eric Boffy
- Son retour : Maxime de Saint Bonnet
- Équipe du festival de Cornouaille